# مخيم السخنة
مخيم السخنة مخيم للاجئين الفلسطينيين تأسس في الأردن عام (1969) على مساحة (68.7) دونم، في قرية السخنة شمال محافظة الزرقاء. عدد السكان حسب قيود وكالة الغوث الدولية لسنة 2017 (6300) نسمة.
عدد العائلات (680) عائلة.
عدد الوحدات السكنية (500) وحدة، مساحة الوحدة 100م2.
مساحة الطرق المعبدة «خلطة إسفلتية» 3000م2.
مساحة الممرات الخرسانية 12000م2.
عدد أعمدة الإنارة الكهربائية (32) عامود.
نسبة ربط الوحدات السكنية بشبكة مياه الشرب 100%.

## الخدمات العامة
- مكتب دائرة الشؤون الفلسطينية عدد (1)

- لجنة خدمات المخيم عدد (1)

- المخابز عدد (1).
- المساجد عدد (1)
- الأندية عدد (1).
- المحلات التجارية عدد (40)

## التعليم
- مدارس تابعة لوكالة الغوث الدولية(2) مدرسة (ذكور و إناث).

- رياض الأطفال عدد (1) .

لا يوجد مدارس حكومية تابعة الوزارة التربية و التعليم.

## الصحة
المراكز الصحية التابعة لوكالة الغوث الدولية:
أ‌- عيادة وكالة الغوث الرئيسية ( عام ، أسنان ، نسائية)

## الخدمات الاجتماعية
- عدد العائلات التي تتقاضى معونة من وكالة الغوث الدولية (72) عائلة
- عدد العائلات التي تتقاضى معونة من الجمعيات الخيرية (75) عائلة
- عدد العائلات المستفيدة من صندوق المعونة الوطنية (115) عائلة